# دن گلگر (بازیکن فوتبال)
دن گلگر (انگلیسی: Dan Gallagher؛ زادهٔ ۲۰ ژوئن ۱۹۹۷) بازیکن فوتبال اهل بریتانیا است.
از باشگاه‌هایی که در آن بازی کرده‌است می‌توان به باشگاه فوتبال ای‌اف‌سی ویمبلدون اشاره کرد.